# ヨハン・フォン・ルクセンブルク
ヨハン・フォン・ルクセンブルク（独：Johann von Luxemburg, 1296年8月10日 - 1346年8月26日）は、ルクセンブルク家のボヘミア国王（在位：1310年 - 1346年）およびルクセンブルク伯（在位：1313年 - 1346年）。父はローマ皇帝ハインリヒ7世、母はブラバント公ジャン1世の娘マルガレータ。息子に皇帝カール4世がいる。父と息子は皇帝に即位したものの、自身は帝位を得ることはなかった。後に病によって失明したため、ヨハン盲目王（Johann der Blinde）と呼ばれる。フランス語名でジャン・ド・リュクサンブール（Jean de Luxembourg）と呼ばれることもある（この名で呼ばれる人物は複数存在するので注意）。チェコ語名はヤン（Jan Lucemburský）であるが、日本語文献で用いられることは稀である。

## 生涯
パリで育つ。1310年、ボヘミア王（ハンガリーとポーランドの王も兼ねた）ヴァーツラフ3世の妹エリシュカ（エルジュビェタ）とプラハで結婚し、エリシュカの姉アンナの夫であるケルンテン公ハインリヒ6世に代わってボヘミア王に選ばれた（名目上のポーランド王位も得ている）。
1313年に父である皇帝ハインリヒ7世が死亡し、次期皇帝の最有力候補者となったが、ルクセンブルク家の強大化を快く思わない選帝侯は、ヴィッテルスバッハ家のバイエルン公ルートヴィヒ4世を新皇帝に即位させた。しかし、ハプスブルク家からもフリードリヒ3世が選出され、二重選挙となった。フリードリヒを支持したのはライン宮中伯ルドルフ1世、ザクセン公ルドルフ1世、ケルン大司教ハインリヒ・フォン・フィルネブルフ、ケルンテン公ハインリヒ6世の4名、ルートヴィヒを支持したのはマインツ大司教ペーター・フォン・アスペルト、トリーア大司教バルドゥイン・フォン・ルクセンブルク（ヨハンの叔父）、ボヘミア王兼ルクセンブルク伯ヨハン、ブランデンブルク辺境伯ヴァルデマールの4名である。
1322年、ルートヴィヒ4世とフリードリヒ3世の間で行われたミュールドルフの戦いでは、ヨハンはルートヴィヒ4世の側で参戦した。しかし1323年にはルートヴィヒ4世がブランデンブルク辺境伯位をヨハンに与える約束を破ったことや、ハプスブルク家がハンガリー王カーロイ・ローベルトと結ぶなどの影響から、ルートヴィヒ4世とヨハンの関係は対立へと変化した。ルートヴィヒ4世は対立を続けるが、後にハプスブルク家のオーストリア公アルブレヒト2世らの仲介を受けて一旦和解し、ヨハンは捲土重来を期して勢力の拡大を図る。
1327年にシレジア諸侯を臣従させ、シレジアに勢力を伸ばした。ただし、シフィドニツァ公ボルコ2世だけは臣従しておらず、ハンガリーやポーランドと同盟を結んで独立を維持したため、シレジアの完全な併合は1368年までかかることになる。1330年から翌年にかけて2度イタリア遠征を行い、イタリアでの勢力確立を狙うが、この遠征は何の益ももたらさず、失敗に終わった。
ヨハンは武勇に優れた名将ではあったが、たびたび財政悪化を招き、ボヘミアの首都プラハには税の徴収の時にしか戻らないとさえ言われた。このため、ヨハン不在の間にチェコ人の大貴族たち（ロノフ家のインジフ・ス・リペー、ロジュンベルク家のペドル1世など）の勢力が拡大した。1315年と1317年には大貴族との対立が頂点に達し、ヨハンは和解のため譲歩を余儀なくされた。これを転機としてヨハンは対外政策に傾斜し、チェコの不在期間が増大し、1333年にはチェコ貴族達から息子カールが招かれることになる。一方、対照的にルクセンブルク伯領の発展には積極的で、そのため今日でもヨハンのボヘミア（チェコ）での評価は芳しくないが、対照的にルクセンブルクでの人気は高いという。
ルートヴィヒ4世がローマ教皇と対立して破門となると、再び皇帝打倒の兵を挙げた。ところがその頃から、ヨハンは病の影響で視力が低下し、1340年には完全に失明してしまい、息子カールが政務を代行するような状態になった。盲目になったヨハンは、それでもヨーロッパ各地を転々とし、従者に命じて自分の体と従者の体を紐で結びつけ、従者の先導で戦場を駆け巡ったと伝えられる。
1346年、息子カールはルートヴィヒ4世の対立王に選出される。その直後、娘ボンヌを嫁がせていたフランス王太子（ドーファン）ジャン（後のジャン2世）からイングランド軍との戦い（百年戦争）で援助を求められ、ヨハンはカールら周囲の反対を押し切って出陣した。ヨハンはクレシーの戦いでイングランド王エドワード3世の軍勢を相手に奮戦したが、壮絶な戦死を遂げた。失明しながらもなお、死に場所を戦場に求めたその騎士としての生き様は、敵味方問わず大きな賞賛を受けたという。
翌1347年、ルートヴィヒ4世が死去し、息子カール4世は晴れて単独のローマ王になった。

## 家族
1310年にボヘミア王およびポーランド王ヴァーツラフ2世の娘エリシュカ（エルジュビェタ、1292年 - 1330年）と結婚し、4男3女をもうけた。
- マルガレーテ（1313年 - 1341年） - バイエルン公ハインリヒ14世と結婚。
- ユッタ（ボンヌ、1315年 - 1349年） - フランス王ジャン2世と結婚。
- カール4世（1316年 - 1378年） - 神聖ローマ皇帝およびボヘミア王。
- オットカール（オットー、1318年 - 1320年）
- ヨハン・ハインリヒ（1322年 - 1375年） - モラヴィア辺境伯。
- アンナ（1323年 - 1338年） - オーストリア公オットーと結婚。
- エリーザベト（1323年 - 1324年） - アンナの双子の姉妹。

1334年にブルボン公ルイ1世の娘ベアトリス（ベアトリクス）と再婚し、1男1女をもうけた。
- ヴェンツェル1世（1337年 - 1383年） - ルクセンブルク公およびブラバント公。
- ボナ